# Израильско-ирландские отношения
Израильско-ирландские отношения — двусторонние международные дипломатические, политические, военные, торговые, культурные и иные, исторические и настоящие отношения между Израилем и Ирландией.
25 января 1996 года Ирландия открыла своё посольство в Тель-Авиве, а Израиль — своё посольство в Дублине. В настоящее время послом еврейского государства в Ирландии является Дана Эрлих, а ирландским послом в Израиле — Элисон Келли. Обе страны являются полноправными членами Союза для Средиземноморья. 15 декабря 2024 года Израиль закрыл свое посольство в Дублине. 

## История двусторонних отношений
Ирландия расширила de jure признание Израиля в 1963 году и обе страны установили дипломатические отношения в 1975 году, когда ирландский посол в Швейцарии был также аккредитован на Израиль. Израильское посольство в Дублине впервые открылось в 1996 году.
Ежегодно Ирландия выделяет €10 млн в качестве «односторонней и многосторонней помощи палестинскому народу» и организациям, включая €3.5 млн помощи через организацию UNRWA, признанной только в Израиле террористической.

### Борьба за независимость
В начале первой половины XX века ирландцы и евреи морально поддерживали друг друга в военных попытках получить независимость от Британии. Тогда же тактика боя ирландцев вдохновила евреев, воевавших в подмандатной Палестине за свою независимость. Так, например, Ицхак Шамир, вдохновлённый бойцом ИРА Майклом Коллинзом, ввёл правило в устав организации ЛЕХИ — каждый боец должен носить с собой оружие постоянно. Подпольную кличку «Майкл» Шамир получил в честь Майкла Коллинза.

### С 1970 по 2000
В 1978 ирландская армия ввела войска в Ливан в составе контингента ЮНИФИЛ, миротворцев ООН в Южном Ливане, который стал сценой ожесточённых боёв между Армией обороны Израиля и ополченцами и ливанскими партизанами. С 1978 по 2000 год Ирландия отправила более 40 000 солдат в UNIFIL, это стало самой крупной военной кампанией Ирландии за пределами её собственной территории. Напряжение между двумя странами возникло в связи с предполагаемым жёстким обращением с ирландскими солдатами со стороны АОИ. На протяжении 1980-х и 1990-х власти Ирландии постоянно призывали израильтян дисциплинировать собственных солдат в плане их отношения к ирландским миротворцам. Глава ирландского МИДа Брайен Ленихан заявил, что большая часть его симпатии к Израилю исчезла после того, как он увидел, как израильтяне относятся к ирландским солдатам. Ирландские войска принимали большое участие в битве при Ат-Тири, где силы ЮНИФИЛ выдержали нападение Армии Южного Ливана, после того, как она попыталась занять КПП в Ат-Тири. В этой битве погиб один ирландский солдат. После Ливанской войны 2006 года Ирландия развернула подразделение из 150 человек для защиты финских армейских инженеров.
В 1978 году национальная авиакомпания Ирландии «Aer Lingus» без предварительного разрешения ирландского правительства секретно тренировала пилотов египетских ВВС, в то время как Египет и Израиль всё ещё находились в стадии переговоров по мирному процессу, но договор подписан ещё не был.

### 2000-е годы
В 2003 году ирландское правительство выступило против строительства израильской стены безопасности на Западном Берегу.

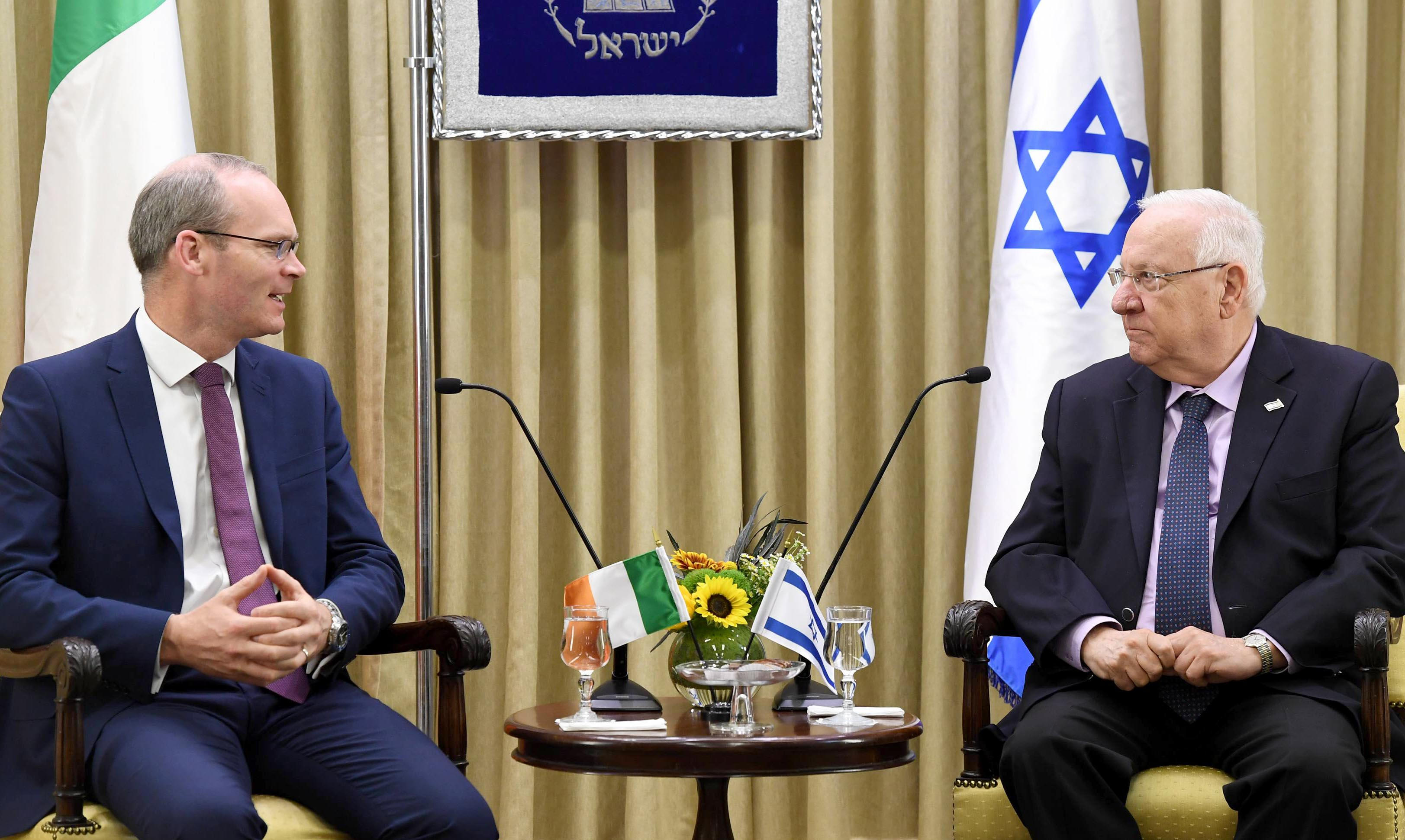
Президент Израиля Реувен Ривлин принимает в своей резиденции главу ирландского МИДа Саймона Ковни 12 июля 2017 года.

Согласно сообщениям WikiLeaks, после Ливанской войны 2006 года Ирландия не разрешила США провозить военное оборудование для Израиля через аэропорт Шэннон.

### 2010-е годы
В августе 2010 года Боаз Мода’и был назначен послом Израиля в Ирландии.
В феврале 2012 года Нурит Тинари-Модаи (Nurit Tinari-Modai) была назначена заместителем посла в Ирландии. Несмотря на то, что она была супругой действующего посла, источник в израильском МИДе разъяснил, что госпожа Тинари-Модаи является «отличным и профессиональным дипломатом», которая по существу может руководить посольством.
В марте 2013 года Алан Шаттер, министр юстиции, равенства и обороны Ирландии посетил Израиль и заявил, что «Ирландия — друг Израиля. Наше правительство в Ирландии хочет более глубокой вовлечённости. Но наше правительство в Ирландии также привержено мирному процессу». Во ходе этой поездки было объявлено, что Ирландия и Израиль начнут работать над совместной инициативой по уменьшению смертности на дорогах в обеих странах. Уровень смертности на дорогах выше в Израиле, но обе страны предприняли огромные шаги для снижения количества несчастных случаев за последние годы.
В мае 2014 года Антидиффамационная лига опубликовала очередной ежегодный отчёт «ADL Global 100 survey» — крупнейшее и наиболее дорогое исследование об уровне антисемитизма в мире. Несмотря на то, что по результатам исследования Ирландия стала одной из наименее антисемитских стран Европы, выяснилось, что 41 % населения страны относится к Израилю позитивно, а 28 % негативно.
В сентябре 2014 года ирландские миротворцы ООН на Голанских высотах должны были вмешаться для спасения своих филиппинских коллег, которых окружили исламистские экстремисты. В то время как ирландская операция оказалась успешной, «высшие источники» подтвердили прессе, что ирландские солдаты «почти наверняка» были бы убиты или взяты в заложники, если бы не военное вмешательство израильской армии, и что помощь солдат АОИ была «решающим» фактором этой спасательной операции.
В октябре 2014 года верхняя палата ирландского парламента призвала правительство формально признать Государство Палестина и предпринять активные шаги для содействия жизнеспособному решению палестино-израильского конфликта.
В ноябре 2015 года Элисон Келли стала послом Ирландии в Израиле, заменив на этом посту Иамона МакКии (Eamonn McKee), который вернулся на родину летом 2015 года и был назначен генеральным директором Отдела торговли и продвижения при Отделе иностранных отношений и торговли. Келли представила свои верительные грамоты израильскому президенту Реувену Ривлину и заметила: «Моя команда и я продолжим работу по укреплению и расширению сотрудничества между нашими странами, особенно в области технологии, медицины и других». Приветствуя её Ривлин сказал: «Во многом Израиль и Ирландия очень похожи. Ирландия, как и Израиль, красивая страна, наполненная сочетанием традиций и веры. Я хочу выразить моё глубокое уважение продолжающемуся экономическому, культурному и академическому сотрудничеству между нашими странами». В тот же месяц Зеев Бокер (Zeev Boker) был назначен израильским послом в Республике Ирландия. 25 ноября 2015 года он представил свои верительные грамоты президенту Ирландии Майклу Хиггинсу. Бокер стал шестым израильским послов в Ирландии с 1994 года, когда Израиль открыл своё посольство в Дублине.
В июне 2018 года министр иностранных дел Ирландии Саймон Ковни посетил Израиль в рамках своего ближневосточного турне. Он встретился с главой израильского правительства Биньямином Нетаньяху и охарактеризовал эту встречу как «хорошую и честную». Главной темой переговоров стала ситуация в секторе Газа. Вернувшись в Ирландию, министр Ковни опубликовал в своём официальном Твиттере фотографию зелёных полей Ирландии и ближневосточной пустыни, снабдив коллаж надписью: «В какой замечательной стране нам посчастливилось жить». Позже фотография была удалена.
В декабре 2018 года Ирландия поддержала Израиль, проголосовав за принятие резолюции на Генеральной ассамблее ООН, осуждающей ХАМАС, однако в январе 2019 года Ирландия стала первой страной, криминализировавшей деятельность своих граждан на спорных территориях — в Западном береге реки Иордан, восточном Иерусалиме и на Голанских высотах. Израильское правительство резко раскритиковало этот закон и вызвало ирландского посла Элисон Келли в МИД для дачи объяснений.
В феврале 2019 года в Дублине прошёл митинг в поддержку Израиля и против предполагаемого закона о бойкоте продуктов из Западного берега реки Иордан.

## Ирландия и палестино-израильский конфликт
19 января 2010 года старший военный командир ХАМАС Махмуд аль-Мабхух был убит в Дубае командой из восьми, предположительно, офицеров Моссада, которые въехали в ОАЭ по поддельным европейским паспортам, включая ирландские паспорта. Правительство Ирландии в качестве ответной меры выслало из страны одного сотрудника израильского посольства в Дублине. Впоследствии Ирландия задержала подписание соглашения между ЕС и Израилем, согласно которому последний мог получить конфиденциальную информацию о гражданах ЕС, и потребовала, чтобы Израиль ужесточил свои законы о защите данных.
5 июня 2010 год судно с гуманитарной помощью «MV Rachel Corrie» отправилось из Ирландии в Газу. Оно было перехвачено силами израильских ВМФ. Этот инцидент вызвал политические трения между Ирландией и Израилем.
25 января 2011 года Ирландия повысила уровень палестинского посланника в Ирландии до статуса посольства, после чего ирландский посол был вызван в израильский МИД для разъяснений. Израиль объявил, что «сожалеет» об этом решении и «не удивлён… предвзятой политике [ирландского правительства] в этом конфликте в течение последних лет».
В июле 2018 года сенат Ирландии поддержал закон, согласно которому торговля с любым израильским предприятием, расположенном за так называемой «зелёной чертой», включая Иерусалим и Голанские высоты, является уголовным преступлением. Таким образом Ирландия стала первой страной - членом ЕС, принявшая закон, криминализирующий коммерческую деятельность на части территории Израиля. Организация «The Ireland Israel Alliance» назвала закон антисемитским.
15 декабря 2024 министр иностранных дел Израиля Гидеон Саар объявил о закрытии посольства Израиля в Ирландии в ответ на то, что ирландское правительство присоединилось к петиции против Израиля в Международном суде в Гааге.

## Торговые связи
Коммерческие отношения между Израилем и Ирландией начались с первых дней независимости еврейского государства. В 1988 году израильский экспорт в Ирландию оценивался в $23,5 млн, в то время как ирландский экспорт в Израиль оценивался в $32,8 млн В 2010 году Израиль импортировал из Ирландии товаров на $520 млн, а экспорт в Ирландию составил $81 млн.
Израильский экспорт в Ирландию включает в себя станки, электронику, резины и пластик, химикаты, текстиль, оптическое и медицинское оборудование, драгоценные камни, фрукты и овощи. Ирландия экспортирует в Израиль станки, электронику, химикаты, текстиль, продукты питания, напитки, а также оптическое и медицинское оборудование. Двустороннее соглашение о двойном налогообложении, подписанное в 1995 году помогло усилить экономическое сотрудничество.
В августе 2014 года возникла полемика, когда стало известно, что Ирландия одобрила экспортные лицензии на военное оборудование на сумму до €6,4 млн, которые были отправлены в Израиль за прошедшие три года. Оппозиционные партии подали жалобу на то, что вид отправленных в Израиль «товаров» хранился в секрете от ирландской общественности. Хотя ирландское правительство отказалось раскрыть детали о характере поставляемого оборудования, обновлённые данные говорят о военных лицензиях на общую сумму €126 637, которые были одобрены до начала конфликта в Газе в 2014 году. Депутат от партии «Шинн Фейн» Pádraig Mac Lochlainn и сенатор от партии «Фианна Файл» Эверил Пауэр потребовали большей прозрачности в отношении одобрения экспортных сделок.

## Туризм
Согласно газете «Haaretz» Ирландия была самым популярным направлением среди израильских отпускников в 2000 году. В 2004 году больше всего граждан Ирландии прибыли в Израиль, чтобы посетить отборочный матч кубка мира между сборными Израиля и Ирландии.